# اسمیاتزدیل
اسمیاتزدیل (به انگلیسی: Smythesdale) یک شهرک در استرالیا است که در ویکتوریا (استرالیا) واقع شده‌است.